# Instituto Superior de Engenharia de Coimbra
O Instituto Superior de Engenharia de Coimbra (ISEC) é uma escola portuguesa de ensino superior politécnico, integrada no Instituto Politécnico de Coimbra.
Considera-se um centro de transmissão e difusão de cultura, ciência e tecnologia, cabendo-lhe ministrar a preparação para o exercício de actividades profissionais no domínio da engenharia e promover o desenvolvimento da região em que se insere. A par de uma forte aposta na componente prática dos cursos de engenharia que ministra, e que caracteriza o ensino politécnico, o ISEC continua a envidar esforços no sentido de responder às exigências do mercado de trabalho e à constante evolução científica e técnica da indústria.
O ISEC tem uma postura dinâmica e aposta continuamente na melhoria da sua prestação, pretende as- segurar um ensino que não se limite a uma mera transferência de conhecimento, atenta à preocupação de estimular nos jovens o espírito crítico, o empreendedorismo e as capacidades de pesquisar e inovar. Aposta, por isso, num ensino com uma forte componente prática, sustentada por uma sólida formação teórica, e uma, não menos importante, preocupação de adaptar os cursos e as matérias leccionadas às necessidades do mercado de trabalho e às novas realidades do mundo de hoje.
O ISEC tem como objectivos merecer do mercado de trabalho, e da comunidade em geral, a aceitação dos seus diplomados; melhorar a formação dos seus diplomados; apostar na exigência da qualidade, de forma a contribuir para a formação de técnicos superiores capazes de enfrentar os desafios que lhes possam ser colocados na sua actividade profissional; avançar na prestação de serviços e actividades de Investigação & Desenvolvimento, na medida dos recursos humanos disponíveis.

## Historial
O Instituto Superior de Engenharia de Coimbra (ISEC), unidade orgânica de ensino do Instituto Politécnico de Coimbra, resultou da conversão do antigo Instituto Industrial e Comercial de Coimbra, determinada pelo Decreto-Lei nº 830/74, de 31 de Dezembro.
Pelo decreto de criação “os institutos superiores de engenharia são escolas de nível universitário”, neles se conferindo os graus os graus de bacharelato, licenciatura e doutoramento”.
Desde logo o ISEC começou por formar bacharéis em engenharia civil, engenharia electrotécnica, engenharia mecânica e engenharia química, ministrando cursos com planos de estudo de oito semestres (4 anos).
Mais tarde, em 1988, o ISEC foi integrado no Ensino Superior Politécnico através do Decreto-Lei nº389/88, de 25 de Outubro, tendo os planos curriculares dos bacharelatos sido reestruturados e reduzidos para seis semestres (3 anos).
Nesta segunda fase de existência, além dos cursos referidos anteriormente, foram criados em 1989 o curso de bacharelato em Engenharia Informática e de Sistemas e, em 1991, o curso de bacharelato em Engenharia Electromecânica.
Para além dos seis cursos de bacharelato referidos, funcionaram também os Cursos de Estudos Superiores Especializados (CESE) em Engenharia Civil Municipal, desde o ano lectivo de 1991/92 até ao ano lectivo de 1994/1995, e o CESE em Sistemas de Energia Eléctrica (SEE), do ano lectivo 1997/98 até 1998/99.
Com a alteração da Lei de Bases do Sistema Educativo, Lei n.º 115/97, de 19 de Setembro, foram criadas, no ano lectivo de 1998/99, seis licenciaturas bietápicas, constituídas por um 1º ciclo, com a duração de três anos, que confere o grau de bacharel, e um 2º ciclo, com duração de dois anos, que confere o grau de licenciatura. O 1º ciclo entrou em funcionamento no ano lectivo de 1998/99 e o 2º ciclo no ano lectivo de 1999/2000.
Decorrente da aprovação da Lei da Autonomia do Ensino Superior Politécnico (Lei n.º 54/90, de 5 de Setembro) e dos Estatutos do Instituto Politécnico de Coimbra (1995), os Estatutos do Instituto Superior de Engenharia de Coimbra foram publicados em 1997.
Considerando que a formação de base (1º ciclo) se destina prioritariamente a jovens que provenham directamente do ensino secundário, os cursos de bacharelato são ministrados em regime diurno. Além disso, funciona uma turma num horário mais tardio (fim da tarde/noite), de forma a possibilitar o acesso a outros públicos. O segundo ciclo correspondente à licenciatura, destina-se àqueles que já entraram ou estão aptos a entrar no mercado de trabalho. Funciona em regime misto (fim da tarde e noite), de modo a poder ser frequentado por um maior universo de alunos, permitindo também rentabilizar melhor os recursos disponíveis.
No ano lectivo de 2006/2007 entrou em funcionamento o novo curso de Engenharia Biológica, já estruturado de acordo com o modelo de Bolonha e conferindo, por isso, o grau de Licenciado ao fim de 3 anos lectivos. Nesse ano não foram abertas vagas para o 1º ano da licenciatura bietápica em Engenharia Química. As restantes licenciaturas bietápicas foram adequadas ao modelo de Bolonha encontrando-se, neste momento, os dossiers já aprovados pela Direcção Geral do Ensino Superior. Deste trabalho de adequação resultaram também propostas de vários mestrados.
No ano lectivo de 2007/2008 entram em funcionamento dois novos cursos, Engenharia Biomédica e Engenharia e Gestão Industrial.
Assim, funcionarão nove licenciaturas de acordo com a Declaração de Bolonha e cinco licenciaturas Bietápicas.
O ISEC participou na leccionação de diversos CET - Cursos de Especialização Tecnológica, e tem actualmente em funcionamento no DEIS a 2ª edição do CET em Instalação e Manutenção de Redes e Sistemas Informáticos, e do CET em Automação, Robótica e Controlo Industrial, a funcionar no DEE.
Encontram-se a ser leccionados os CET’s em Tecnologia e Gestão Automóvel pelo DEM, Energia e Automação pelo DEE. O DEIS vai leccionar o CET em Construção e Administração de Websites. O ISEC ministra ainda cursos autónomos que conferem algum tipo de certificação (Academia Cisco, por exemplo) ou inclui nas disciplinas leccionadas conteúdos que conferem direito a certificação (OMRON, por exemplo) ou que permitem o acesso a exames com vista à obtenção de certificações (Microsoft MCSE, por exemplo). 

## Departamentos
O ISEC possui seis departamentos que são responsáveis por vários cursos de licenciaturas, numa larga diversidade de áreas de engenharia.
- Departamento de Engenharia Civil
- Departamento de Engenharia Informática e de Sistemas
- Departamento de Engenharia Química, Biológica e Gestão Industrial
- Departamento de Engenharia Mecânica
- Departamento de Engenharia Electrotécnica
- Departamento de Física, Matemática e Engenharia Biomédica

## Sucesso
O ISEC - Instituto Superior de Engenharia de Coimbra foi uma das instituições de ensino superior que teve um maior crescimento nos últimos anos, tendo o número de alunos colocados na 1ª e 2ª fase do Concurso Nacional de Acesso ao Ensino Superior, referentes aos anos lectivos 2007/2008 e 2008/2009, correspondido a uma taxa de ocupação de 100%. 
Um dos factores que explica o aumento significativo do número de alunos é sem dúvida a empregabilidade dos cursos leccionados no ISEC, também demonstrada no estudo efectuado pelo Gabinete de Apoio ao Aluno e Saídas Profissionais (GAASP) 
De acordo com os dados relativos à empregabilidade dos alunos do ISEC que concluíram a sua formação no ano lectivo 2004/2005, não existe nenhum bacharel ou licenciado em situação de desemprego.
A grande percentagem (90,91%) desenvolve a sua actividade no sector privado, principalmente na Indústria e nos Serviços. 
Uma conclusão satisfatória deste estudo está relacionada com o período de espera pelo primeiro emprego, que indica que a maioria iniciou a sua actividade profissional durante a frequência do curso e nenhum dos inquiridos esteve à espera do 1º emprego mais do que um ano.
No que respeita à adequação dos cursos ao contexto real de trabalho, 84% dos inquiridos encontram-se a trabalhar na sua área de formação, e 92,5 % considera que o curriculum do curso se encontra adequado às exigências do mercado de trabalho. Como condições relevantes para a melhor organização e adequação curricular dos cursos às necessidades do tecido empresarial foram apontados como factores principais a componente prática e laboratorial dos cursos e as parcerias/protocolos estabelecidos com as empresas e outras instituições.
O GAASP dá apoio aos alunos na sua inserção no mercado de trabalho, tendo no ano de 2007 sido contactado por 153 empresas, dos diversos sectores de actividade, Indústria, Construção Civil, Serviços e Empresas de Recursos Humanos, a fim de colaborar na divulgação das propostas de recrutamento na área das Engenharia leccionadas no ISEC.

## Relação com a comunidade
O Instituto Superior de Engenharia de Coimbra tem seguido uma estratégia de aproximação à comunidade, procurando estreitar a sua ligação às empresas e organismos públicos, estabelecendo protocolos e convénios de cooperação científica e tecnológica, visando intercâmbios no domínio técnico/científico, a realização de projectos e actividades de I&D, a par da colaboração de personalidades em seminários, conferências, etc, promovidas pelos departamentos, personalidades que têm ajudado a cimentar a ligação do Instituto à comunidade envolvente.
O ISEC tem igualmente apoiado projectos de I&D, desenvolvidos por alunos e docentes da instituição entre os quais estão o Projecto Ciência Viva: “Céu Azul”; VEIL e Formula Student http://www.phisec.com/.

## Biblioteca
A Biblioteca do Instituto Superior de Engenharia encontra-se instalada no rés-do-chão do Edifício In- terdisciplinar. Possui uma sala de leitura com capacidade para 230 lugares, gabinetes para trabalho em grupo com capacidade para 30 lugares, gabinetes para Hemeroteca com 100 títulos de publicações periódicas especializadas, organizadas por ordem alfabética do título.
O fundo monográfico da biblioteca do ISEC é de cerca de 9700 títulos, organizados segundo uma classi- ficação própria, de acordo com as áreas de engenharias, física, gestão de empresas, matemática, obras de referência, etc.
Através da Biblioteca do ISEC é possível aceder à b-on – Biblioteca do Conhecimento On-line que reúne as principais editoras de revistas científicas internacionais de modo a oferecer um conjunto vasto de artigos científicos disponíveis on-line. Esta iniciativa visa possibilitar o acesso electrónico às principais fontes de conhecimento, abrangendo a maior parte das áreas científicas, e estimular as condições de acesso universal ao saber por parte da comunidade científica e académica, procurando gerar economias de escala e promovendo as condições de universalidade de acesso à produção científica. A b-on permite o acesso a mais de 3500 publicações electrónicas de seis editoras de referência internacional, nas principais áreas de investigação científica e académica.

## Associação de Estudantes
www.aeisec.pt
A Associação de Estudantes foi criada em 1979, com o objectivo de se estabelecer uma unidade que zelasse pelos interesses e direitos dos estudantes, que lhes providenciasse informação, cultura, desporto e lazer. 
Desde então tem crescido até se tornar numa das Associações mais respeitadas no panorama nacional em termos de política educativa.Ao nível da representatividade, representa directamente cerca de 4000 estudantes apenas da Unidade Orgânica ISEC, o que a faz uma das maiores neste tipo de Associação. Ao longo da sua existência tem liderado inúmeras lutas em prol do desenvolvimento do ISEC e na defesa dos interesses dos estudantes. 
Assegura uma sala de estudo para os alunos, um bar, uma reprografia, uma sala de jogos, convívios e eventos importantes, tais como palestras científicas,  uma feira de engenharia com reputação internacional e amaior do genero em Portugal - a FENGE - um gabinete de emprego e saídas profissionais e um de apoio aos alunos em programas de mobilidade (Sócrates/Erasmus/Leonardo etc).
Ficaram para a história acontecimentos como o “Dia do Gás”, conhecido por esta designação por os estudantes da altura terem sido expulsos do Governo Civil com gás lacrimogéneo. Corria então o ano de 1988, dia do Estudante a 24 de Março, e lutava-se contra a integração do Instituto Superior de Engenharia no Politécnico de Coimbra, altura em que os cursos do ISEC passaram de quatro para três anos.
Posteriormente, a AE ISEC esteve também no pelotão da frente da reivindicação da autonomia dos estabelecimentos do Ensino Superior Politécnico, que culminou na Lei 54/90, de 5 de Setembro assim como na reivindicação da Lei 73/73 que estabelecia a qualificação profissional exigível aos técnicos responsáveis pela elaboração e subscrição de projectos relativos a operações e obras e projectos electrotécnicos.
De salientar também que a AEISEC é um dos fundadores da Federação Nacional das Associações de Estudantes do Ensino Superior Politécnico (FNAEESP), federação que possui a sua sede no ISEC, na qual tem sido um ativo interveniente. Neste momento fazem parte dos Órgãos Sociais da FNAEESP um elemento da AE ISEC.
A AE ISEC é igualmente membro fundador do Fórum Académico para a Informação e Representação Externa (FAIRe), actualmente denominada Federação Académica para a Informação e Representação Externa, federação representativa dos estudantes portugueses na European Students Union e na Europa.
A Direção da AE ISEC é, atualmente, composta por 5 elementos, e eleita anualmente, devendo todos os alunos participar no ato eleitoral. São ainda órgãos da AE ISEC a Mesa da Assembleia Geral de Alunos e o Conselho Fiscal.
O actual executivo é liderado pelo Presidente da Direção, Igor Monteiro. Para além dos Corpos Sociais estatutários a  AE ISEC dispõe actualmente também de 3 Gabinetes (Gabinete de Emprego e Saídas Profissionais, Gabinete de Imagem e Comunicação e Gabinete de Relações Internacionais e Mobilidade), 4 Secções (Secção de Eventos, Secção de Manutenção, Secção de desporto e Secção Cultural), uma equipa de Bilhar e uma Tuna enquanto organismo autónomo (ISECOTUNA).

## links
- Instituto Superior de Engenharia de Coimbra
- Instituto Politécnico de Coimbra
- Assoçiação de Estudantes ISEC